# Thelocactus bicolor subsp. heterochromus
Thelocactus bicolor subsp. heterochromus ist eine Unterart der Pflanzenart Thelocactus conothelos aus der Gattung Thelocactus in der Familie der Kakteengewächse (Cactaceae). Das Epitheton heterochromus leitet sich von den griechischen Worten heteros für ‚verschieden‘ sowie chromos für ‚Farbe‘ ab und verweist auf Färbung der Dornen der Art.

## Beschreibung
Thelocactus bicolor subsp. heterochromus wächst einzeln und gedrückt kugelförmig. Der blau-grau-grüne Pflanzenkörper wird 4 bis 7 Zentimeter hoch und hat einen Durchmesser von 6 bis 15 Zentimeter. Die 8 Rippen sind breit rundlich gehöckert. Die Areolen sind ohne Drüsen groß und rund. Die Warzen sind abgerundet und sehr groß. Die 6 bis 10 Randdornen sind gerade, nadelförmig bis pfriemlich, etwa 16 bis 40 Millimeter lang und von rötlich bis ockergelber Farbe. Die 1 bis 4 Mitteldornen sind zwischen 2 und 5 Zentimeter lang. Sie laufen gerade spitz zu und sind gleichfalls von rötlich bis ockergelber Farbe. 
Die Blüten sind 3 bis 6 Zentimeter lang und 4 bis 10 Zentimeter breit. Sie sind pink- bis magentafarben leuchtend mit rotem Hals. Die beschuppten Früchte springen trocken auf. Die Samen sind 2 Millimeter lang und dick.

## Verbreitung und Systematik
Thelocactus bicolor subsp. heterochromus ist in den mexikanischen Bundesstaaten Chihuahua, Durango und Zacatecas in 1200 bis 1400 Meter Höhe beheimatet.
Die Erstbeschreibung als Echinocactus heterochromus erfolgte 1896 durch Frédéric Albert Constantin Weber. Alessandro Mosco und Carlo Zanovello stellten die Art als Unterart zur Art Thelocactus conothelos. Weitere nomenklatorische Synonyme sind Thelocactus heterochromus (F.A.C. Weber) Oosten  (1940) und Ferocactus heterochromus (F.A.C. Weber) N.P.Taylor (1979).

## Nachweise